# Клъстер (файлова система)
Вижте пояснителната страница за други значения на Клъстер.
В компютърните файлови системи клъстер е единица заделено дисково пространство, определено за файлове и директории. С цел да се намали претоварването на управляваните дискови структури файловата система не заделя отделлени дискови сектори, а съседни групи от сектори, наречени клъстери.
На диск, който използва 512-байтови сектори, един 512-байтов клъстер съдържа един сектор, докато един 4-килобайтов клъстер съдържа осем сектора.

## Особености
Клъстерът е най-малкото логическо количество дисково пространство, което може да бъде заделено за съхранение на файл. Ето защо съхранението на малки файлове във файлова система с големи клъстери ще причини загуба на дисково пространство. За клъстери с размери, които са по-малки в сравнение със средната файлова големина, загубеното пространство на файл статистически ще бъде около половината от размера на клъстера; за клъстери с големи размери загубеното пространство ще нарасне. Все пак големите клъстерни размери намаляват претоварването, причинено от фрагментация, което може да увеличи скоростта на четене и запис.
Типични клъстерни размери са от 1 сектор (512 B) до 128 сектора (64 KiB).
Не е необходимо клъстерът да бъде съставен от физически съседни сектори на диска, той може да обхваща повече от една пътечка или да е съставен от непоследователни сектори в самата пътечка. Това не бива да се бърка с фрагментация, тъй като секторите все още са логически съседни.